# Мрокув (Пясечинський повіт)
Мрокув (пол. Mroków) — село в Польщі, у гміні Лешноволя Пясечинського повіту Мазовецького воєводства.
Населення — 639 осіб (2011).
У 1975-1998 роках село належало до Варшавського воєводства.

## Демографія
Демографічна структура станом на 31 березня 2011 року:
|          | Загалом | Допрацездатний вік | Працездатний вік | Постпрацездатний вік |
| -------- | ------- | ------------------ | ---------------- | -------------------- |
| Чоловіки | 321     | 77                 | 214              | 30                   |
| Жінки    | 318     | 78                 | 193              | 47                   |
| Разом    | 639     | 155                | 407              | 77                   |